# Here WeGo
Here WeGo (anteriormente Here Maps) é um aplicativo de mapas para Android, iOS, Tizen e Windows Phone desenvolvido pela Here Global B.V..
Originalmente desenvolvido pela Nokia, o aplicativo foi lançado inicialmente para Windows Phone em 10 de dezembro de 2014 e mais tarde para Android e iOS. Os mapas são atualizados bimestralmente ou trimestralmente. O Here WeGo foi lançado no Google Play em 10 de dezembro de 2014 e na Play Store em 11 de março de 2015.
O Here WeGo alcançou um milhão de downloads na plataforma Android duas semanas após o seu lançamento e, doze semanas após chegou a 2,5 milhões de downloads. Em março de 2015, o Here WeGo acumulou quatro milhões de downloads através do Google Play. Em 4 de agosto de 2015, ele chegou a cinco milhões de downloads e em 2016 alcançou mais de 10 milhões de downloads.

## História
Em 29 de agosto de 2014, o Here Maps foi lançado para Samsung Gear S. A partir de junho de 2015, o aplicativo Here Maps estava disponível gratuitamente em 118 países e territórios em todo o mundo para as plataformas Android, iOS e Windows Phone.
Em 03 de setembro de 2015, a Here anunciou que seu aplicativo estaria disponível para o Samsung Gear S2. Em dezembro do mesmo ano, a Here foi vendida para um consórcio de empresas automotivas alemãs (incluindo Audi, BMW e Daimler) como HERE Global B.V.. Em 15 de março de 2016, a Here anunciou que iria descontinuar o suporte do seu app para Windows 10 e que o Here Maps para Windows Phone 8 não seria mais ativamente desenvolvido.
Em 27 de julho de 2016, o aplicativo foi atualizado como Here WeGo; a atualização lançada primeiramente no Android e posteriormente no iOS, foca em novas capacidades de navegação, incluindo informações de tarifas de táxi e integração com o serviço Car2Go da Daimler. Em 3 de janeiro de 2017, a Intel anunciou que irá comprar uma participação acionária de 15% da Here.